# 리오 피츠

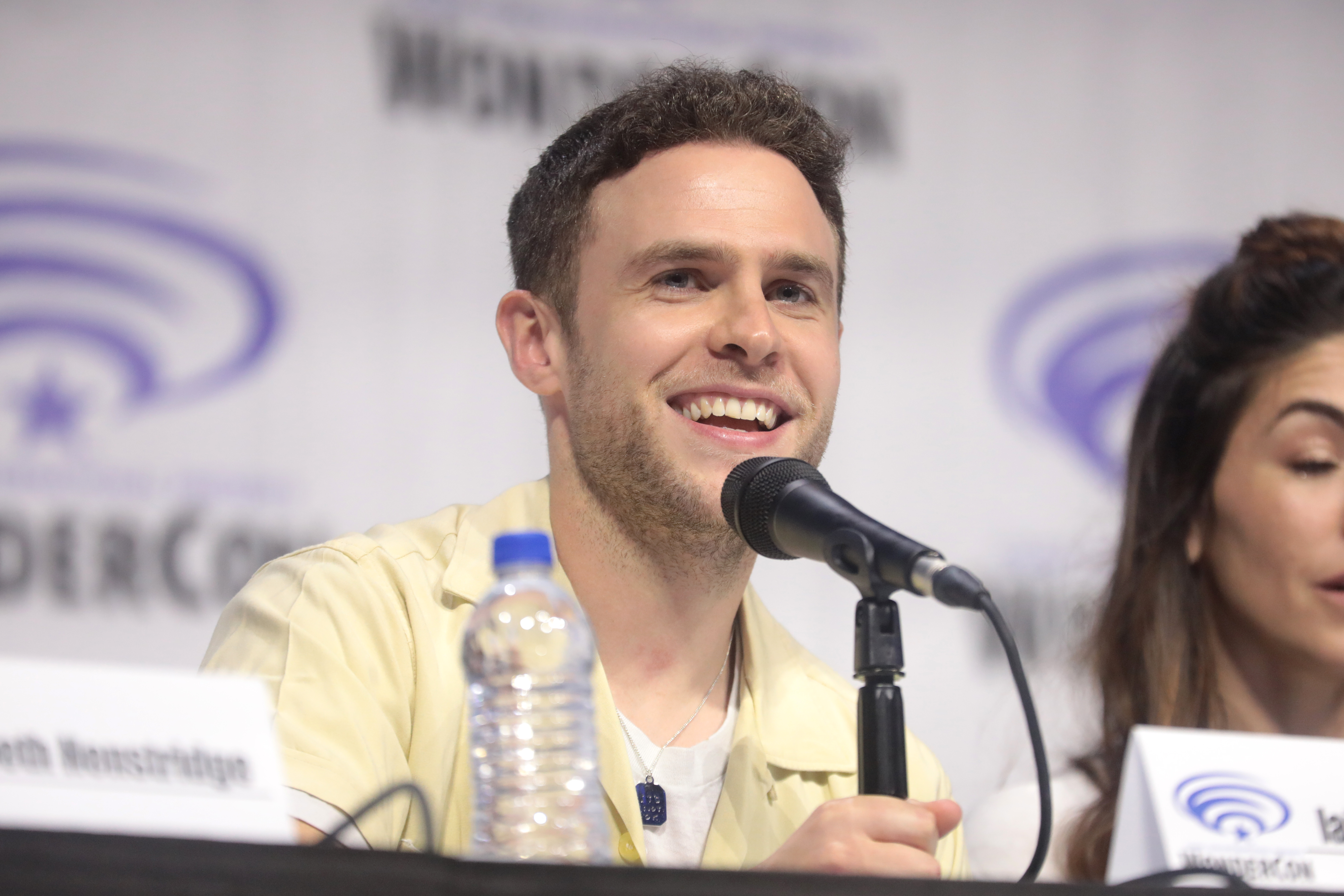

마블의 드라마 <에이전트오브쉴드> 에 나오는 가상의 캐릭터이다. 배우 이언 디캐스트커가 맏고있다. 드라마 내에서 워드 요원 에게 당해 머리를 다친적 있으며 시몬스와 결혼중이다. 그 둘을 줄여 '피츠시몬스'라고 부른다.